# Municipio de San José Lachiguiri
El municipio de San José Lachiguiri es uno de los 570 municipios que conforman al estado mexicano de Oaxaca. Pertenece al distrito de Miahuatlán, dentro de la región sierra sur. El municipio tiene una superficie de 132.7 km². En el año 2005, el municipio tenía una población total de 3541 habitantes. Su cabecera es la localidad de San José Lachiguiri.